# Peixe palhaço de cauda amarela
Conhecido como peixe palhaço de cauda amarela ou peixe palhaço de Clark (Amphiprion clarkii), é uma espécie de peixe palhaço, que pertence ao gênero Amphiprion e à subfamília Amphiprioninae. A etimologia de clarkii vem em homenagem ao gravador John Clark, que não só fez justiça, mas impôs ao autor grandes obrigações, por sua ajuda capaz, fornecendo ilustrações para o livro de Bennett sobre os peixes encontrados na costa do Ceilão (Sri Lanka).

## Descrição
O peixe palhaço de cauda amarela é um peixe de pequeno porte, que cresce até 10 cm como macho e 15 cm como fêmea.
É uma espécie que possui varias variações, mas normalmente é encontrado com listras pretas, brancas e amarelas vivas, embora o padrão exato mostre uma variação geográfica considerável. Geralmente é preto dorsalmente e amarelo alaranjado ventralmente, as áreas pretas se tornando mais largas com a idade. Possui o rosto alaranjado brilhante ou desbotado.
Por possuir varias variações diferentes, na costa das Ilhas Ogasawara, Japão, as populações de peixes palhaço de cauda amarela possui melanísmo. Tanto que no ano de 1904, Ishikawa os descreveu como Amphiprion snyderi, conhecidos como peixe palhaço preto de Ogasawara (Ogasawara black clownfish).
Tirando a variação de Ogasawara, existem varias outras variações, como a de Bornéu, Malásia (possui o rosto mais claro e rosado, e a cauda branca em contorno de amarelo alaranjado).

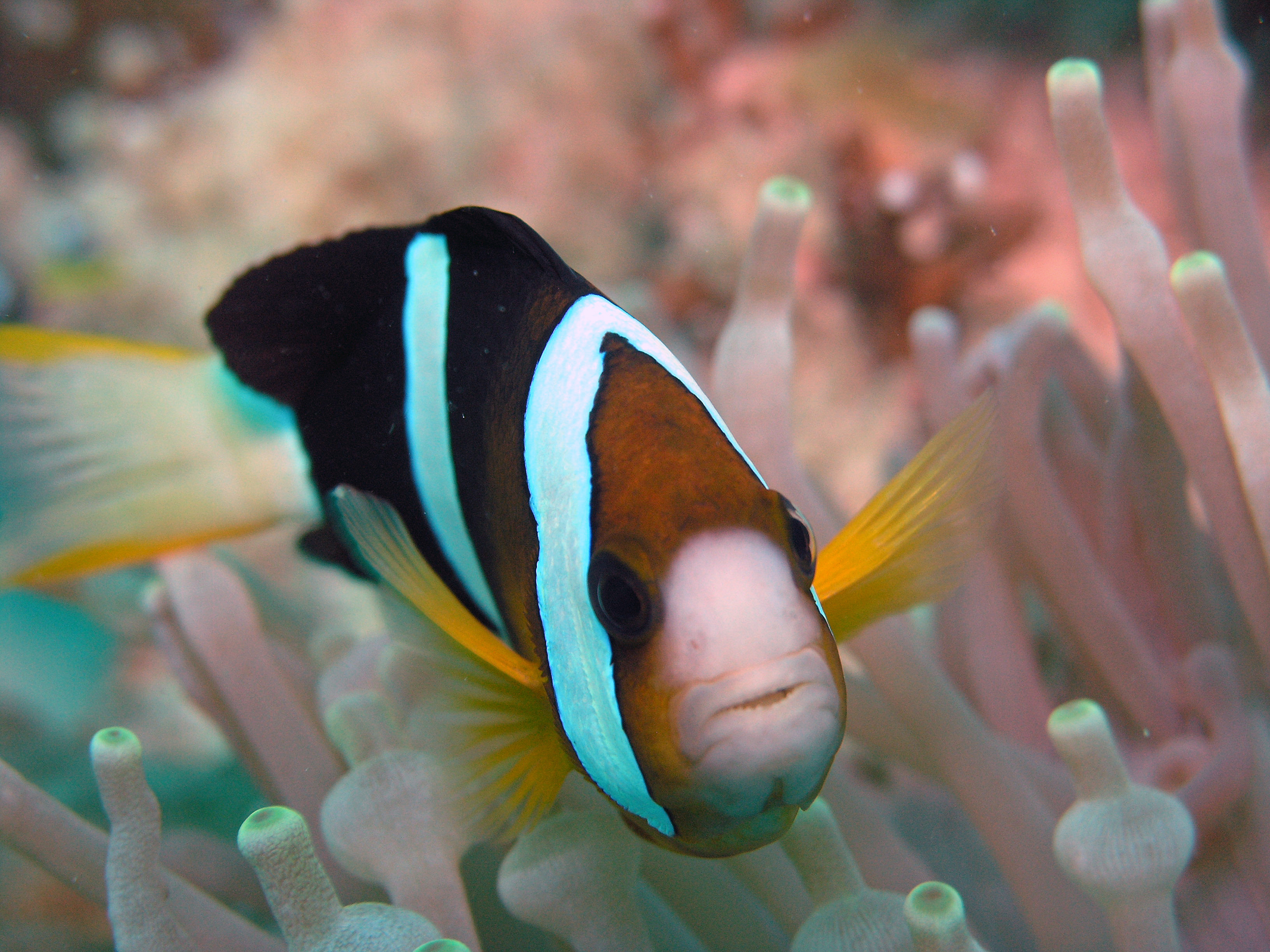
Variação de Bornéu, Malásia.

| Foto | Variação                           | Distribuição nativa                  |
| ---- | ---------------------------------- | ------------------------------------ |
|      | Variação do Indo-Pacífico (Normal) | Indo-Pacífico                        |
|      | Variação de Bornéu, Malásia        | Malásia                              |
|      | Variação das Maldivas              | Maldivas e nordeste do Oceano Índico |

## Biologia
Como todos os peixes palhaço, os peixes palhaço de cauda amarela vivem associados fazendo simbiose com as anêmonas.
Em um grupo de peixes palhaço, existe uma hierarquia de domínio estrita. O maior e mais agressivo peixe é a fêmea e fica no topo. Apenas dois peixes palhaço, um macho e uma fêmea, em um grupo se reproduzem por fertilização externa. Os peixes palhaço são hermafroditas sequenciais , o que significa que eles se desenvolvem primeiro em machos e quando amadurecem, tornam-se fêmeas. Eles não são agressivos.

## Distribuição
O peixe palhaço de cauda amarela é nativo dos recifes de corais rasos do Indo-Pacífico, Golfo Pérsico à Austrália Ocidental, em todo o Arquipélago Indo-australiano e no Pacífico ocidental, nas ilhas da Melanésia e Micronésia, ao norte de Taiwan, sul do Japão e as Ilhas Ryukyu.

## Outras curiosidades
O peixe palhaço de cauda amarela, também é conhecido com abelha do mar (sea bee) nos USA.
A espécie possui mais de 5 sinônimos , por causa de suas variações geográficas.